# Huvudskepp
Huvudskepp och kapitalskepp är historiska benämningar på de förnämsta fartygen i en örlogsflotta. Från och med 1640-talet var det vanligt att större svenska fartyg kallades kapitalskepp, ett ord som bildats genom latinisering av den äldre nordiska termen för större stridsbåtar, huvudskepp. Kapitalskepp var i praktiken synonymt med realskepp, vilket var den utbredda samtida benämningen på de fartyg som senare istället skulle bli allmänt kända som regalskepp. Även formen capitalskepp har i svenskan använts om tvådäcksskepp.
På engelska används fortfarande termen capital ship om flottans viktigaste örlogsfartyg.